# Paral·lel 71° sud
El paral·lel 71° sud és una línia de latitud que es troba a 71 graus sud de la línia equatorial terrestre. Travessa l'oceà Antàrtic i l'Antàrtida.

## Geografia
En el sistema geodèsic WGS84, al nivell de 71° de latitud sud, un grau de longitud equival a 36,351 km; la longitud total del paral·lel és de 13.086 km, que és aproximadament 33,0% de la de l'equador, del que es troba a 7.881 km i a 2.121 km del pol Sud

## Arreu del món
A partir del Meridià de Greenwich i cap a l'est, el paral·lel 71° sud passa per: 
| Coordenades                               | País. Territori o mar | Notes |
| ----------------------------------------- | --------------------- | --- |
| 71° 0′ S, 0° 0′ E / 71.000°S,0.000°E      | Antàrtida             | Terra de la Reina Maud, reclamat per Noruega · Territori Antàrtic Australià, reclamat per Austràlia · Terra Adèlia, reclamat per França · Territori Antàrtic Australià, reclamat per Austràlia · Dependència de Ross, reclamat per Nova Zelanda |
| 71° 0′ S, 167° 47′ E / 71.000°S,167.783°E | Oceà Antàrtic         | |
| 71° 0′ S, 73° 18′ O / 71.000°S,73.300°O   | Antàrtida             | Illa d'Alexandre I i Península Antàrtica - reclamat per Argentina, Xile i Regne Unit (reclamacions sobreposades) |
| 71° 0′ S, 60° 24′ O / 71.000°S,60.400°O   | Oceà Antàrtic         | Mar de Weddell |
| 71° 0′ S, 10° 59′ O / 71.000°S,10.983°O   | Antàrtida             | Terra de la Reina Maud, reclamat per Noruega |